# 유달산 미륵불 암각
유달산 미륵불 암각은 전라남도 목포시 죽교동에 있다. 2012년 5월 21일 목포시의 문화유산 제9호로 지정되었다.

## 개요
미륵불 암각은 달성사에서 유선각 쪽으로 올라가는 부근에 있다. 달성사로부터 약 200미터 정도 떨어진 위치에 하늘을 향해 솟아있는 바위 절벽에 조성한 것이다. 바위 중앙면에 '彌勒佛'이라는 글자를 양각으로 새겨 놓았고,  좌측에는 '大勢至菩薩 南無阿彌陀佛', 우측에는 '觀音菩薩', '世尊應化 二九五二年乙丑四月'이라는 글자가 새겨져 있다. 이를 통해 조성년대가 1925년 을축년 4월을 나타낸다는 것을 알 수 있다. 아래쪽 바위 면에는 '?建主坐禪臺大蓮'이라는 글자가 새겨져 있다. 노대련은 달성사의 창건주이다. 이곳이 노대련 창건주가 좌선하던 장소였음을 뒷받침한다.